# 29 Batalion Saperów (LWP)
29 batalion saperów – samodzielny pododdział wojsk inżynieryjnych ludowego Wojska Polskiego.
Sformowany w okolicach Włodawy na podstawie rozkazu Naczelnego Dowództwa Wojska Polskiego nr 08 z 20 sierpnia 1944 jako jednostka 2 Warszawskiej Brygady Saperów.
Przysięgę żołnierze batalionu złożyli w listopadzie 1944 we Włodawie.

## Obsada personalna
Dowódcy batalionu
- por. Paweł Wierzbicki
- mjr Piotr Siemenczenko
- kpt. Jan Panow
- kpt. Jan Korkin
- kpt. Bazyli Szczerbacki

## Struktura organizacyjna
Etat 012/109
- dowództwo i sztab
- pluton dowodzenia
- 3 x kompania saperów
  - 3 x pluton saperów
  - drużyna zaopatrzenia
- kwatermistrzostwo
  - punkt pomocy medycznej
  - lazaret weterynaryjny
  - warsztaty i magazyn techniczny
- drużyna gospodarcza

Batalion posiadał:
żołnierzy – 321 (oficerów – 31, podoficerów – 62, szeregowych – 228)
sprzęt:
- miny – 483

## Okres powojenny

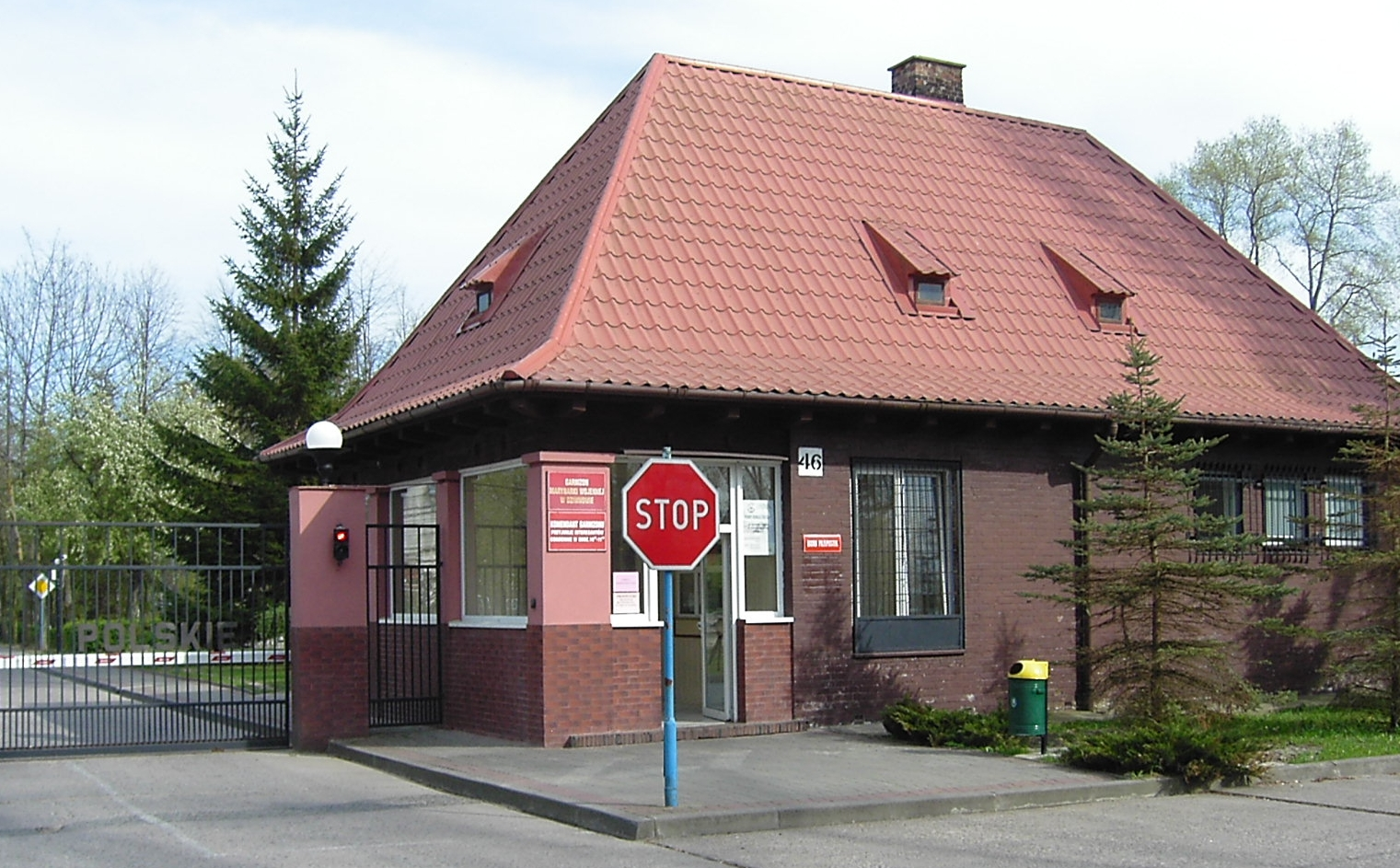
Brama koszar batalionu w Dziwnowie

21 lipca 1946 8 batalion saperów przekazany został do dyspozycji Marynarki Wojennej. Jednocześnie przemianowano go na 52 batalion saperów MW i dyslokowano do Wejherowa. W 1955 przemianowano batalion na 29 batalion saperów MW, a w 1957 batalion zmienił po raz kolejny garnizon na Dziwnów.
30 grudnia 1959 na podstawie zarządzenia SG WP nr 138/0rg. 3 batalion piechoty morskiej połączono z 29 Kołobrzeskim batalionem saperów morskich tworząc 3 pułk piechoty morskiej.
Według planów mobilizacyjnych z pułku wyłączano jednak batalion saperów morskich, który rozwijał się do stanu 652 żołnierzy i stawał się jednostką samodzielną. Batalion miał wydzielić na potrzeby pułku kompanię saperów z dwoma plutonami saperów i dwoma plutonami PTG o łącznym stanie osobowym 95 żołnierzy.
Na podstawie Zarządzenia Szefa Sztabu Generalnego WP Nr 011/Org. z 16 stycznia 1963 Dowódca Marynarki Wojennej przekazał Dowódcy POW 3 pułk piechoty morskiej (bez batalionu saperów).
W 1967 przywrócono batalionowi jego historyczną nazwę 8 Kołobrzeski batalion saperów. Od 9 lutego 1977 batalion podlega 8 Flotylli Obrony Wybrzeża.